# Norbornene
Il norbornene è un composto organico di formula C7H10. In condizioni normali è un solido bianco di odore acre. È un alchene biciclico; lo scheletro può pensarsi ottenuto da quello del cicloesano, con l'aggiunta di un ponte metilenico (-CH2-) tra le posizioni 1 e 4 e un doppio legame in posizione 2. Questo conferisce una significativa tensione all'anello e comporta una notevole reattività in aggiunta a quella degli alcheni.
Il composto può essere sintetizzato con una reazione di Diels-Alder tra ciclopentadiene ed etilene. Molecole correlate sono il norbornadiene che contiene due doppi legami (in 2 e 5), e il norbornano che è l'idrocarburo saturo da cui il norbornene formalmente deriva.
Il norbornene dà con l'acqua una reazione di idratazione catalizzata da acidi per formare norborneolo. Questa reazione e il catione 2-norbornilico implicato è di interesse scientifico per gli studi su carbocationi non classici.

## Polinorborneni
I norborneni sono monomeri importanti per la polimerizzazione ROMP (Ring Opening Metathesis Polymerization = polimerizzazione per metatesi ad apertura d'anello), per esempio con il catalizzatore di Grubbs. 
I polinorborneni sono polimeri con elevata temperatura di transizione vetrosa e alta trasparenza ottica. Oltre alla polimerizzazione ROMP, i monomeri del norbornene possono dare anche polimerizzazione per addizione vinilica.

## Usi
Il norbornene non è usato in grandi quantità, come l'etilene e altri composti principali della chimica industriale. Viene usato per produrre intermedi di farmaci, pesticidi, fragranze artificiali e in generale in sintesi organiche. In combinazione con etilene si forma un copolimero nel ciclo-olefinico.

## Sicurezza
Il norbornene è un solido infiammabile, irritante per gli occhi. È anche pericoloso per l'ambiente, in quanto tossico per gli organismi, compresi quelli acquatici. Non ci sono dati che indichino proprietà cancerogene.